# Koelak (boeren)

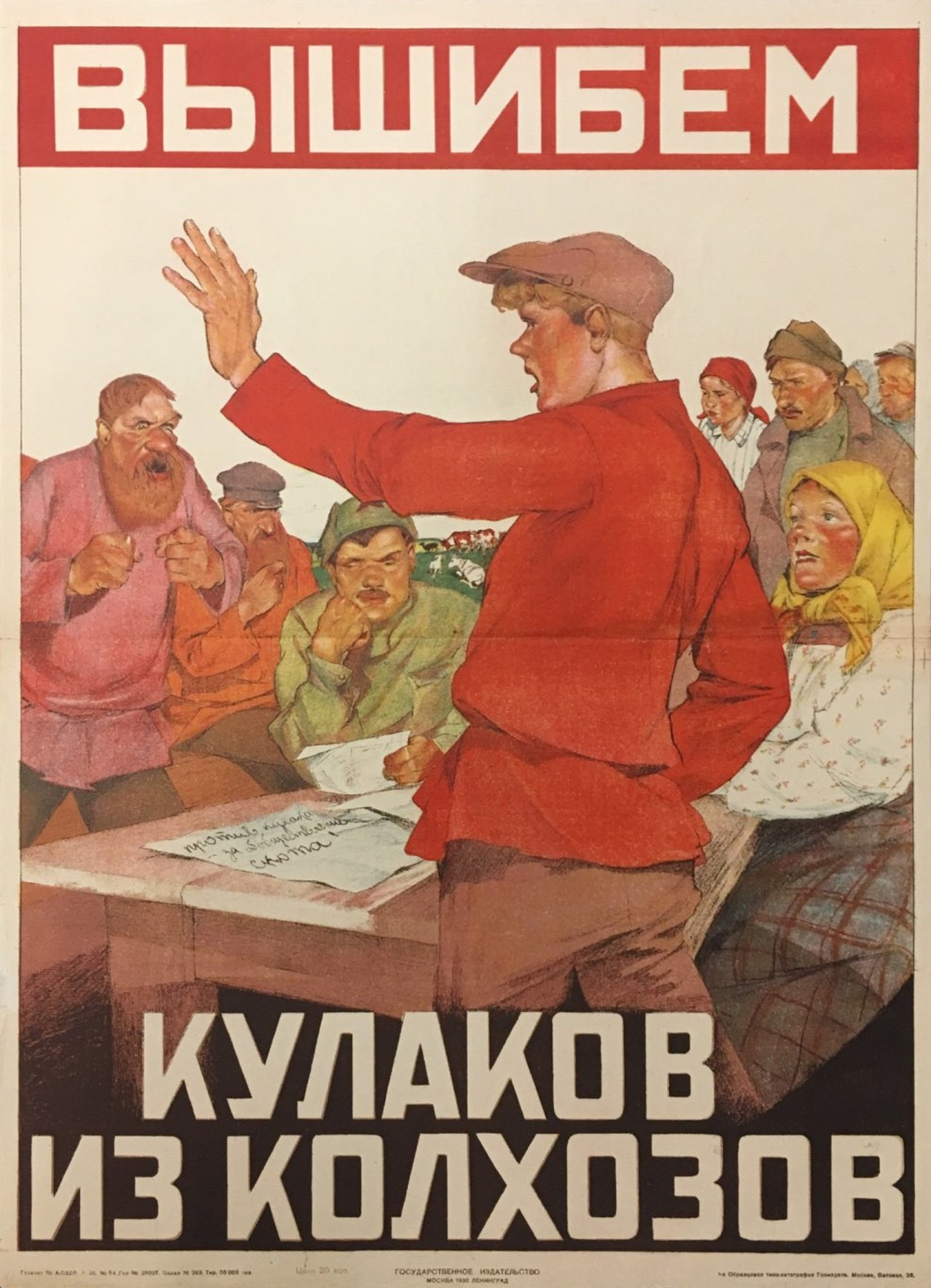
Poster uit 1930: Verdrijf de koelakken uit de kolchoz

Koelak (Russisch: кулак, vuist) was in het voorrevolutionaire Rusland een scheldwoord voor boeren die ingehuurd personeel uitbuitten. De bolsjewieken noemden na de Oktoberrevolutie van 1917 alle zelfstandige boeren koelak, ongeacht hun ethiek of welvaartsniveau.
Na de afschaffing van de lijfeigenschap in 1861, slaagde een minderheid van de boeren in het Russische Rijk erin zich te ontwikkelen tot een welvarende, zelfstandige boerenstand. Die ontwikkeling had wellicht nog verder kunnen gaan indien de landbouwhervormingen van premier Stolypin langer zouden zijn voortgezet. De meerderheid van de arme boeren bleef echter in dienst van hun landheer of trok naar de steden. Zij werden de moezjieks (Russisch: мужи́к) genoemd.
In augustus 1918 begon Lenin met de ideologische discreditatie van zelfstandige boeren die productiemiddelen (molen, olieslagerij) of lastdieren e.d. hadden, zoals een paard, een os of enkele bijenkorven. Deze werden allemaal als koelak bestempeld.
In zijn oproep Kameraden arbeiders, Voorwaarts naar het Laatste, Beslissende Gevecht! doelde hij op het gevecht dat tegen de koelak aangegaan diende te worden, omdat de arbeiders het nooit eens zullen worden met deze klasse die, ook al vormen ze een minderheid, toch een groot gevaar voor de arbeidersklasse zou vormen die aldus Lenin het gevaar liep op liquidatie door de koelak.:alinea 7-8 Hij riep vervolgens op tot Meedogenloze oorlog aan de koelak en Dood ze!.:10e alinea
In de lente van 1919 werd een eerste serieuze aanvang gemaakt met dekoelakisatie, die aanvankelijk mislukte, maar in 1920 met grotere dwangmiddelen werd doorgezet.
De invoering van de Nieuwe Economische Politiek (NEP) in 1921 leidde tot een kortstondige herleving van de zelfstandige boeren. De introductie van de NEP door de bolsjewieken was zuiver pragmatisch: door de revoluties en de burgeroorlog was het land dusdanig ontredderd dat de economie tijd nodig had om op adem te komen.
Toen Stalin de macht definitief in handen had, maakte hij in 1928 een einde aan de NEP. Hij voerde het eerste vijfjarenplan in en installeerde het zgn. Centraal Planbureau. Hij initieerde de collectivisering van de landbouw, waarbij kolchozen (collectieve boerengemeenschappen) en sovchozen (staatsboerderijen) tot stand kwamen. Dit ging gepaard met grootschalige staatsterreur en wetteloosheid. Alle zelfstandige boeren die zich niet bij de kolchozen wilden aansluiten werden ideologisch gediscrediteerd en tot koelakken gestigmatiseerd. Deze mensen waren daarmee feitelijk vogelvrij verklaard; alles werd hun afgenomen en ze werden aan hun lot overgelaten. Velen waren hierdoor veroordeeld tot de hongerdood en stierven van de ontberingen; sommigen verdwenen in strafkampen of gevangenissen. Anderen werden verbannen en moesten veelal te voet naar hun banningsoord gaan, en dat waren plekken waar leven feitelijk onmogelijk was:
Ze hadden hun leven net een beetje op orde en erwten gezaaid, aardappels gepoot, toen in 1935 bannelingen nog verder het moeras in werden gestuurd. Ksenia Fominitsjna vluchtte met haar kinderen. Te voet liepen ze terug naar hun eigen dal, onderweg verborgen ze zich bij wie het uitkwam. Toen begon de oorlog. De oudste zoon Iosif vocht, als zoon van een volksvijand, in een strafbataljon en sneuvelde in de slag om Koersk. De meisjes maakten hun school af en gingen werken als onderwijzeres, maar ze werden van school gejaagd als koelakkengespuis.
Feoktista Pimenovna: Ze sloegen ons met zwepen en joegen ons voort als vee, alle bewakers hadden een zweep. Ze had een kind van één jaar oud bij zich. Het stierf tijdens het transport. Ze mocht het niet begraven. Ze kreeg zweepslagen, naast haar brulden nog haar drie andere kinderen. Ze legde haar overleden zoontje onder een struik, bedekte hem met takjes en ging verder. In het moerasland van Kolpasjevo hebben ze het drie jaar uitgehouden, daarna zijn ze gevlucht. (...) Eenmaal in hun eigen dorp, verborgen ze zich in kelders. Daarna brak de oorlog uit, haar oudste zoon moest gaan vechten aan het front en is spoorloos verdwenen; haar dochter Elena kreeg tien jaar gevangenisstraf.
De middelgrote boeren (serednjaki) werden gedwongen zich aan te sluiten bij de kolchozen.

## Aantallen slachtoffers
Volgens een geheim rapport, in 1934 opgesteld door de Afdeling operaties en inventarisatie van de OGPOe, zijn ongeveer 90.000 koelakken omgekomen tijdens transport en zijn er nog eens 300.000 omgekomen door honger en ziekte in hun verbanningsoorden. Het aantal plattelandsbewoners dat omgekomen is als gevolg van honger en andere ontberingen ligt aanzienlijk hoger: op vele plaatsen in de toenmalige Sovjet Unie, waaronder Oekraïne, stierven miljoenen mensen van de honger die mede ontstaan was als gevolg van de collectivisatie (Holodomor).

## Gevolgen van de dekoelakisering
De collectivisatie betekende het einde van de traditionele boerencultuur en liet de landbouw, beroofd van initiatiefrijke en zelfstandige boeren, berooid achter. Het zou nog jaren duren eer de landbouwproductiviteit weer op het niveau van voor de collectivisering was.